# Survival Sickness
Survival Sickness är det andra studioalbumet av The (International) Noise Conspiracy.

## Låtlista
Samtliga låtar skrivna av The (International) Noise Conspiracy.
1. "I Wanna Know About U"
2. "The Subversive Sound"
3. "Smash It Up!"
4. "(I've Got) Survival Sickness"
5. "The Reproduction of Death"
6. "Impostor Costume"
7. "Intermission"
8. "Only Lovers Left Alive"
9. "Do I Have to Spell It Out?"
10. "Will It Ever Be Quiet?"
11. "Enslavement Blues"
12. "Ready Steady Go!"